# Vlag van Raeren
De vlag van Raeren is de gemeentelijke vlag van de Luikse gemeente Raeren. De vlag kan als volgt worden beschreven:
Wit, met op het midden het gemeentewapen.